# El Cuacuyul
El Cuacuyul är en ort i Mexiko.   Den ligger i kommunen Tlapehuala och delstaten Guerrero, i den södra delen av landet, 190 km sydväst om huvudstaden Mexico City. El Cuacuyul ligger 322 meter över havet och antalet invånare är 258.
Terrängen runt El Cuacuyul är varierad. Runt El Cuacuyul är det ganska glesbefolkat, med 48 invånare per kvadratkilometer. Närmaste större samhälle är Tlapehuala, 6,2 km väster om El Cuacuyul. I omgivningarna runt El Cuacuyul växer huvudsakligen savannskog.